# Stade de l'Espenmoos
Le stade de l'Espenmoos est un stade de la ville de Saint-Gall en Suisse, construit en 1910 et rénové en 2008. 
Jusqu'à la saison 2007-2008, le FC Saint-Gall y disputait ses matchs à domicile. La première équipe du club évolue depuis 2008-2009 à l'AFG Arena, mais sa deuxième équipe et l'équipe féminine y jouent toujours.

## Rencontres internationales
Entre 1912 et 2002, l'équipe de Suisse y dispute 12 rencontres internationales :
| Date             | Adversaire         | Résultat | Spectateurs | Compétition                  |
| ---------------- | ------------------ | -------- | ----------- | ---------------------------- |
| 20 février 1912  | Allemagne          | 1-2      | 5 200       | Match amical                 |
| 1er mai 1921     | Autriche           | 2-2      | 8 000       | Match amical                 |
| 5 mai 1979       | Allemagne de l'Est | 0-2      | 9 000       | Éliminatoires de l'Euro 1980 |
| 7 septembre 1982 | Bulgarie           | 3-2      | 6 100       | Match amical                 |
| 28 août 1985     | Turquie            | 0-0      | 8 000       | Match amical                 |
| 18 août 1987     | Autriche           | 2-2      | 9 000       | Match amical                 |
| 15 novembre 1989 | Luxembourg         | 2-1      | 2 500       | Éliminatoires CM 1990        |
| 2 juin 1990      | États-Unis         | 2-1      | 4 500       | Match amical                 |
| 5 juin 1991      | Saint-Marin        | 7-0      | 12 000      | Éliminatoires de l'Euro 1992 |
| 10 mars 1999     | Autriche           | 0-0      | 9 000       | Match amical                 |
| 16 août 2000     | Grèce              | 2-2      | 6 000       | Match amical                 |
| 15 mai 2002      | Canada             | 1-3      | 4 000       | Match amical                 |